# 4-я десантная бригада (Биафра)
4-я десантная бригада (с октября 1968 года — дивизия) — военное формирование армии Биафры, которым руководили иностранные наёмники. Подразделение хорошо себя проявило в мобильных диверсионно-разведовательных операциях, но в масштабных столкновениях обычно терпело неудачу.

## Создание
В начале апреля 1968 года полковник Чуквуэмека Одумегву Оджукву поручил немецкому наёмнику Рольфу Штайнеру сформировать и обучить новую ударную бригаду на основе маленьких и сплочённых отрядов, которые возглавляли иностранные боевики.
В состав подразделения вошли пять батальонов, один из них — морской пехоты. Бригаду возглавил Штайнер, занимавшийся оперативным планированием. Его заместителями стали Джорджа Норбьято, Арман Ианарелли (ударная группа «Ахоада»), Джон Эразмус (ударная группа «Абалики») и Тэффи Уильямс (ударная группа «Нсукка»). Помимо перечисленных, в части служили Алексадра Гэй и Льюис Малруни.
Личный состав носил цвета Иностранного легиона Франции — зелёный и красный, зелёные береты. Девизом стала фраза «Честь и верность», аналогичная написанной на первом штандарте легиона, полученном от короля Луи Филиппа. На парадах чаще исполняли «Марсельезу», а не национальный гимн Биафры. Главным символом бригады стала мёртвая голова.

## Боевой путь

### Бригада
В апреле—мае 4-я бригада приняла участие в боях в районе Порт-Харкорта, где пропал без вести Норбьято. В конце весны 25 бойцов подразделения осуществили рейд на аэродром в Энугу (50 км за линией фронта). В ходе операции отряд уничтожил авиатехнику противника. Летом бригада уничтожила штаб нигерийского батальона в деревне Аму Нелу и разгромила силы противника у Окупалы на полдороге из Оверри в Абу. В ходе последней операции были ранены Гэй и Ианарелли. В августе десантники во главе с Уильямсом участвовали в обороне города Аба. За лето формирование понесло чрезвычайно большие потери: к 4 сентября из 3742 бойцов в живых остались только 922.

### Дивизия
В конце сентября Рольф Штайнер уехал в отпуск в Габон, командование временно принял Уильямс. Вернувшись из отпуска, немец получил под командование только что сформированную 4-ю десантную дивизию коммандос, сепаратисты поручили ему оборону фронта под Калабаром. Однако в это время у Штайнера обостряются отношения с французским правительством, которое хотело через него отстаивать свои экономические интересы, и биафрийскими генералами, что завидовали его дружбе с высшим руководством. 10 ноября из-за инцидента с захватом транспорта Красного Креста и драки Штайнера с президентской охраной, немца и ещё пять наёмников выслали из Биафры.
12 ноября 1968 года в ходе операции «Хиросима» 4-я дивизия под командой Таффи Уильямса попыталась отбить Оничу. В первой же атаке был убит руководивший наступлением Марк Гоосенс, в то время как Армана Ианарелли укусила змея. На следующий день последовала вторая атака. Уильямс в этот день застрелил шестерых военнослужащих за отказ идти на безнадёжный штурм. После этого дивизию передали под командование биафрского генерала. Уильямс, Ианарелли и Гэй ещё какое-то время оставались в Биафре, но работали больше как инструкторы, а не полевые командиры.